# Monétay-sur-Loire
Monétay-sur-Loire – miejscowość i gmina we Francji, w regionie Owernia-Rodan-Alpy, w departamencie Allier.

## Demografia
Według danych na rok 1990 gminę zamieszkiwało 339 osób, a gęstość zaludnienia wynosiła 11 osób/km². W styczniu 2015 r. Monétay-sur-Loire zamieszkiwało 290 osób, przy gęstości zaludnienia wynoszącej 9,4 osób/km².